# Голокост у Сімферополі
Сімферопольська різанина (також різдвяна різанина або масове вбивство у Сімферополі) — масове вбивство євреїв-ашкеназі, кримчаків і ромів, що вчинили в грудні 1941 року в Сімферополі в окупованому Криму спеціальне командування 11b і штабний підрозділ оперативної групи D СД за підтримки Вермахту. Жертвами масового вбивства стали близько 13 000 осіб, у тому числі, ймовірно, близько 10 600 євреїв, 1500 кримчаків і 600—1000 ромів. Різанина вважається відомим прикладом тісної співпраці між військовими командирами та відповідальними в Головному управлінні безпеки Рейху (RSHA) у геноциді євреїв (Голокост) і «циган» (Porajmos). Сьогодні меморіал на місці злочину вшановує пам'ять чоловіків, жінок і дітей, які були вбиті тут протягом кількох днів.

## Історія різанини

### Міська військова адміністрація та масові розстріли

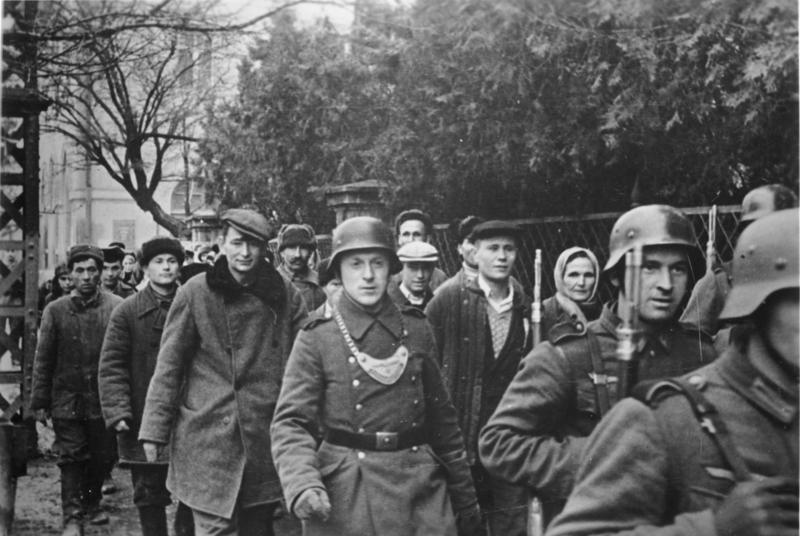
Рейд німецьких польових жандармів і солдатів на Сімферополь, січень 1942 р

1 листопада 1941 року Сімферополь був окупований 11 Армією Вермахта під командуванням генерала Еріха фон Манштейна. Його верховне командування армією (АОК 11) розташувалося в невеликому містечку Сарабуз (нині Гвардійське), що знаходиться приблизно в десяти кілометрах на північ від Сімферополя. У самому місті, яке відігравало важливу стратегічну роль як головний транспортний вузол і база постачання, у листопаді приступила до роботи місцева команда Сімферополя (ОК I/853). Польове та місцеве командування відповідали не лише за догляд за військами, які проходили через війська, та охорону об'єктів воєнного часу, а й за реєстрацію, управління та спостереження за цивільним населенням. Відповідальність за харчування населення, регулювання торгівлі та використання цивільної робочої сили покладалася на Управління сільського господарства Кримського економічного управління (Wi Kdo Krim) Економічної організації Схід, яке підпорядковувалося Герману Герінгу. Кримське командування доповіло тиловому військовому управлінню 11 Армії (Korück 553), лідер якої, генерал- лейтенант Генріх Дела, підпорядковувався безпосередньо фон Манштейну, тоді як повсякденними справами Korück 553 займався квартирмейстерський відділ 11 Армія (AOK 11/OQu) полковника Фрідріха Вільгельма Гаука бігла. З тактичної точки зору Гаук також підпорядковувався 11 Motorized Feldgendarmerieabteilung (FGA 683), приписаний до армії. Оперативний склад FGA, тобто наряди військової поліції, був частково розподілений між окремими польовими та місцевими командними пунктами і потім підпорядковувався їх начальникам. Як і його колеги, місцевий комендант Сімферополя капітан Кляйнер був змушений використовувати місцевий адміністративний персонал і найняти допоміжних поліцейських і міліціонерів для посилення польової жандармерії для виконання своїх великих завдань.

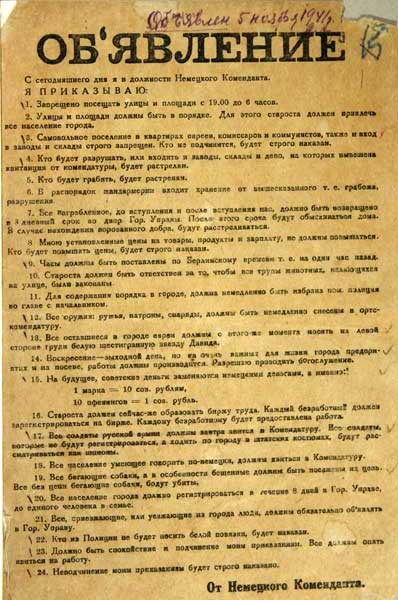
Перший наказ Сімферопольського місцевого коменданта від 5. Листопад 1941 р. (Державний архів Республіки Крим). Стаття 13 запроваджує ідентифікацію та облік євреїв, стаття 17 колишніх червоноармійців, стаття 20 — решту населення.

Населення Сімферополя впало з 156 000 осіб у 1939 році до приблизно 120 000 у листопаді 1941 року. До війни в місті проживало понад 20 000 євреїв, переважно ашкеназів. Коли німці вторглися, там все ще залишалося близько 13 000 євреїв-ашкеназі та 1500 кримчаків, яких німці трактували як «расових» євреїв. Після довгих переговорів між Головним управлінням безпеки Рейху (RSHA) і Міністерством Рейху з питань окупованих східних територій (RMO) караїми, ще одна етнічна група, що також перебувала під впливом кримських татар, але мала іншу віру — караїмізм, були класифіковані як нащадки не євреїв, а хозар — і тому не переслідувалися нацистською владою.
Уже в перших числах листопада окупаційне командування Сімферополя підготувало «вирішення єврейського питання»: євреїв міста було зареєстровано, ідентифіковано за нарукавними пов'язками та з 9 по 13 листопада ліквідовано спецкомандою Sk 11b оперативної групи D поліції безпеки та СД. Вермахт надав особовий склад моторизованої секретної польової поліції (GFP 647) і фельджендармерії. Євреї були з 11-го по 13-й Схоплений у місті 30 грудня, повантажений на вантажівки та розстріляний у протитанковому рові приблизно за десять кілометрів від Сімферополя. на 9-му У грудні там уже були вбиті кримчаки міста. Розповіді очевидців про масові розстріли, які називали «єврейською акцією» або камуфляжною мовою «переселенням», існують у формі протоколів допитів як із процесу Нюрнберзької оперативної групи, так і з матеріалів слідства. західнонімецьких судових органів. Історик Андрій Ангрік створив опис масових розстрілів у Сімферополі з великими посиланнями на джерела.
Сімферопольська різанина була найбільшою з численних смертоносних операцій, проведених айнзатцгрупою D у Криму. Зі звітом про подію ЕМ 150 від 2 січня 1942 року Сімферополь та інші міста Криму були оголошені «вільними від євреїв». Через тиждень звіт про подію EM 153 з 9 січня 1942 року Сімферополь був вільний від євреїв і кримських євреїв. Проте євреї, які переховувалися, також були об'єктами наступних рейдів у Сімферополі, як-от напр. Б. у великій «Акції по фіксації недостовірних елементів» 11 січня 1942 р., під час якого спеціальне командування Sk 11b СД за підтримки армії з 20 офіцерів таємної польової поліції, 55 польових жандармів і 2320 солдатів затримало 1250 підозрілих цивільних. Айнзатцгрупа D повідомила про це в звіті про подію EM 170 від 19 лютого 1942 р., що в Сімферополі в період з 9.1. — 15.2. понад 300 євреїв було схоплено і страчено; кількість розстріляних у Сімферополі зросла майже до 10 тис. євреїв.
Хоча майже всі з приблизно 35 000 євреїв-ашкеназі, приблизно 3 000 кримчаків і 114 гірських євреїв, що залишилися в Криму, були зрештою вбиті загонами вбивць СД, не зовсім ясно, скільки людей загинуло під час масових розстрілів у Сімферополі в першій половині грудня 1941 року. Якщо припустити, що всі євреї, кримчани та 1000 ромів Сімферополя були розстріляні під час різдвяної різанини, жертви серед цивільного населення становитимуть 15 500 осіб. У своїй "Енциклопедії Голокосту " (EdH) історик Ізраїль Гутман називає число жертв 12 500 євреїв і 1500 кримських євреїв. У своєму рішенні у кримінальній справі проти Пауля Заппа та інших — Запп надав персонал як керівник спеціальної команди 11а для «групового розстрілу» в Сімферополі — Мюнхенський регіональний суд I говорив про «щонайменше 5000» єврейських жертв. Історик Норберт Кунц каже, що це була більшість кримських євреїв і близько 5000 євреїв-ашкеназі, і ця кількість подвоїлася до кінця лютого. Радянська Надзвичайна державна комісія ідентифікувала 10 600 єврейських і 1 500 кримських жертв, що загалом відповідає 12 000 «єврейських» жертв у звіті Вернера Отто фон Хентіга. З гамбурзького процесу британської окупаційної влади проти фельдмаршала Еріха фон Манштейна походить свідчення під присягою члена інженерного батальйону 70 від 1949 року, в якому він зазначив кількість розстріляних євреїв завдяки офіційному контакту з Єврейською радою міста та особисті контакти з єврейськими громадянами оцінюються в 12 000. У звіті про подію EM 157 від 19 січня 1942 р. щодо айнзатцгрупи D під заголовком «Загальна обстановка і настрої» є повідомлення про тимчасове хвилювання серед населення, яке викликане «підготовкою до переселення 12-13 тис. євреїв, крим. Євреї та цигани», ініційований «на початку грудня». Якщо чітко не локалізовано, звіти про події зазвичай стосуються всієї оперативної зони оперативної групи. Однак, оскільки у згаданих вище звітах про події EM 150 та EM 153 повідомлялося про значно більшу кількість пострілів, це прямо не вказано, але можна припустити, що згадана тут кількість «переселень» відображає кількість жертв Сімферопольська різанина.

### Роль 11 армії
20 листопада 1941 року командир 11 Армії Еріх фон Манштейн видав наказ, який відповідав наказу Рейхенау, обіцяному Гітлером. У ньому фон Манштейн стверджував, що «єврейсько-більшовицька система» має бути знищена раз і назавжди, і закликав свої війська придушувати в зародку будь-які повстання, більшість з яких були спровоковані євреями. Наказ свідчить про явне схвалення автором ідеологічних цілей війни Гітлера. Він також містить схвалення фон Манштейном економічного пограбування країни через продовольчу стратегію у війні проти Радянського Союзу: "Продовольча ситуація вдома вимагає, щоб війська харчувалися якнайдалі від країни, і, крім того, щоб якомога більші запаси були надані батьківщині. Особливо у ворожих містах велика частина населення буде змушена голодувати. Тим не менше, через неправильно зрозумілу гуманність, нічого з того, що батьківщина віддає в нестатки, не можна роздавати в'язням і населенню — якщо вони не перебувають на службі німецького Вермахту. Наведені вище уривки відображають безжальний курс Вермахту на етапі блискавичної війни, який довелося поставити під сумнів голодною зимою 1941—1942 років, оскільки цивільне населення неминуче перетворювалося на ворога, а військовий успіх став під загрозу. Орден Манштейна від 20 листопада 1941 р. «підтримував солдатів підконтрольних йому підрозділів у переконанні, що масове вбивство євреїв було природною частиною війни і що допомога армії в масових вбивствах була необхідною».
Айнзатцгрупа D планувала ліквідацію євреїв на березень 1942 року. Але AOK 11 наполягав на більш ранню дату. Головною причиною такого ажіотажу могла бути катастрофічна продовольча ситуація в Криму. Адже на заході Криму фортеця Севастополь ще не була здобута, а схід, Керченський півострів, був легко доступний зі східного материка, куди відступила Червона армія. Якщо була спроба відвоювання, голодні бунти в містах за 11-м Армія може поставити їх у дуже небезпечну ситуацію. При відступі з Криму, який у мирний час виробляв надлишки продовольства, Червона Армія вивозила або знищувала продовольство і засоби продовольчого виробництва, щоб не дати ворогу заволодіти ними. Руйнування залізничних колій, що також відбулося, і посилення партизанської активності призвели до того, що постачання по залізниці настільки різко скоротилося, що наступ на Севастополь, запланований на кінець листопада 1941 року, довелося відкласти через брак боєприпасів. У зв'язку з катастрофічною продовольчою ситуацією відділ сільського господарства Економіки (Ві Кдо Крим) Господарської Організації Схід вимагав ще 1 грудня 1941 р. вивезення всіх полонених з Криму, негайне вирішення єврейського питання, евакуація безробітного промислового населення з міст Керчі, Сімферополя та Севастополя в північні райони України, переведення всіх румунських військ з Криму в інші райони, а також евакуація значної частини військ після падіння Севастополя.
У цій ситуації, на думку історика Ольденбурга, AOK 11 вимагала якнайшвидшого «вирішення єврейського питання» не з расистсько-ідеологічних причин, а насамперед через нелюдський військовий розрахунок заощадити продовольство і тим самим стримати загрозу безпеці в тилових арміях. область. Кирило Феферман, який проаналізував не лише німецькі документи, а й численні радянські та єврейські джерела щодо продовольчої ситуації в Криму, не заперечує повністю вимоги AOK 11 щодо військових розрахунків. Проте воно ґрунтувалося на надто песимістичній оцінці ситуації, яка також виникала через те, що окупаційній владі не вдалося змусити населення великих міст здати продовольство, яке вони накопичили після відходу Червоної Армії.
Ольденбург описує подальшу процедуру в процедурі SD і AOK 11 наступним чином: Оскільки Dr. Вернер Брауне, лідер Sk 11b айнзатцгрупи D у Сімферополі, не мав достатньо власних ресурсів, щоб виконати страти перед Різдвом, оберквартирмейстер в AOK 11, полковник Гаук (AOK 11/OQu) надав йому "a Для цих дій доступна більша кількість вантажівок Водіїв, пальне, боєприпаси та кілька польових жандармів і членів GPF 647. Наказ про виконання мав бути виданий не пізніше 6 червня. Грудень взяли, бо в його звіті про діяльність запис за 6 число грудня штабний офіцер фельджендармерії зазначив: "11 фельдгенд. командував СД для єврейської акції. Серед членів Вермахту «були польові жандарми ОК I/853, дислоковані в Сімферополі, яким було доручено готуватися до розстрілу»… На самому місці страти польові жандарми використовувалися як барикади, тобто до самих страт вони не причетні; вони були виконані силами Sk 11b і GFP 647. Щодо участі польових жандармів у різанині Ольденбург наводить як прямі докази лише заяви члена GFP Жана Брейера, який, однак, був присутній лише в один день страти.
Вернер Отто фон Гентіґ, батько відомого педагога та публіциста Гартмута фон Гентіґа, був представником Міністерства закордонних справ (VAA) при AOK 11 у 1941 та 1942 роках і підпорядковувався Міністерству закордонних справ з Кримського театру воєнних дій. Він відкрито критикував жорстоку окупаційну політику, поводження з військовополоненими, розстріли заручників і вбивства євреїв. "…Я навіть не вдавався в наслідки розстрілу євреїв, яких тільки тут, у Сімферополі, було 12 тисяч. Наслідки такого вбивства аж ніяк не обмежуються самими жертвами; вони торкаються всього населення окупованої території, тому що, звичайно, ніхто не думав, що ми будемо вбивати жінок і дітей. Але вони також впливають на моральний дух військ і також на наше економічне становище. Абсолютно незалежно від наслідків в інших країнах, звичайно…

### Переконання
Знищення євреїв Сімферополя входило до «завдань» айнзатцгрупи D, яка відповідала за 11. відповідав за райони, окуповані армією, і вбив загалом понад 90 000 осіб. Головою цієї оперативної групи був групенфюрер СС Отто Олендорф. Згідно з його показаннями під присягою від 3 березня, Станом на 1 вересня 1947 року одним із завдань оперативної групи було "очистити завойовані території від євреїв, комуністичних функціонерів і агентів. Останнє завдання мало бути виконано шляхом знищення всіх ідентифікованих расово та політично небажаних елементів, визначених як загроза безпеці. Він і командир його спеціальної команди (Sk 11b), яка виконувала масову страту, штурм-баннфюрер доктор. Вернер Брауне були засуджені до смертної кари в Нюнрберзі в рамках судового процесу над айнзатцгрупами і страчені через повішення. Ад'ютант Олендорфа, оберштурмбаннфюрер СС Гайнц Герман Шуберт, який, як можна було б довести, брав участь у масовому вбивстві Сімферополя, спочатку був засуджений до смертної кари, але потім — напередодні переозброєння Західної Німеччини — був звільнений у 1952 році в рамках акції. пом'якшення покарання та звільнення від відбування покарання у вигляді позбавлення волі.
Після війни фельдмаршал Еріх фон Манштейн був виправданий на останньому судовому процесі щодо військових злочинів союзників у 1949 році за звинуваченням в активній участі у злочинах SD. Він був засуджений до 18 років ув'язнення, серед іншого, тому що він знехтував своїм обов'язком нагляду як головнокомандувача і таким чином дозволив геноцид, оскільки він терпів депортації, дозволив розстріл і жорстоке поводження з військовополоненими і дозволив видачу політичних комісарів СД (« комісарський наказ»). Манштейн був звільнений з в'язниці в 1953 році.
Незважаючи на причетність до військових злочинів, таємна польова поліція не була кваліфікована як злочинна організація на Нюрнберзькому процесі. Лідер GFP 647 д-р. Під час допиту західнонімецьким правосуддям Альберт Герман стверджував, що його підрозділ у Криму не брав участі у переслідуванні та вбивстві євреїв. Альфред Штрайм, голова Центрального офісу Державного управління юстиції з розслідування націонал-соціалістичних злочинів, наводить провадження проти п'ятьох колишніх унтер-офіцерів GPF 647, до якого вони були причетні, як приклад федерального німецького процесу. чиє припинення викликало «привід для серйозного занепокоєння». визнати та описати під час виконання.
Розслідування Мюнхенської прокуратури проти командира Feldgendarmerieabteilung FGA 683 Максиміліана Майєра та керівників його першої та третьої компаній, яке було відкрито в 1962 році, стосувалося, серед іншого, участі в масових стратах під Сімферополем. Оскільки звинувачення в арешті євреїв, їх охороні та передачі СД, наданні автотранспорту для перевезення євреїв та огородженні місця страти не могли бути достатньо обґрунтованими, незважаючи на роки розслідування, провадження було припинено в 1966 році.
Про те, які польові жандарми були причетні до сімферопольської різанини і чи вели вони також розстріли, знову йшлося у 2009/2010 роках у «справі Еггебрехта». Як показує аргумент Фрідріха Гейгера, FGA 683 забезпечувала польових жандармів для тилу армії. Однак, оскільки вони були призначені місцевим і польовим штабам у дуже різноманітних конфігураціях, і штаб також мав своїх власних польових жандармів, точна ідентифікація окремих підрозділів або частин підрозділів тепер значно складніша.

### «Циганська акція»
Керівник айнзацгрупи D групенфюрер СС Отто Олендорф свідчив перед нюрнберзькими суддями, що євреї та роми становили однакову загрозу для Вермахту, оскільки вони завжди діяли як «шпигуни» «в усіх війнах». Тому він дуже рано організував — не маючи можливості послатися на чіткий наказ — винищення ромів у Криму, паралельне з євреями та кримчаками. Значна частина населення ромського району Сімферополя стала жертвою масового розстрілу в грудні 1941 року. Ад'ютант Олендорфа, оберштурмфюрер СС Гайнц Герман Шуберт відповідав за нагляд за цією «циганською акцією» Einsatzgruppe D. 11 Армія надавала вантажівки, польову жандармерію та інші військові частини.
На основі свідчень очевидців український історик Михайло Тяглий пише, що «Циганська акція» відбулася 9 квітня. грудня 1941 року, тобто в той самий день, коли було знищено кримське населення Сімферополя. Кількість жертв ромів у місті в грудні 1941-го та січні 1942-го становила від 800 до 1000 осіб, цитує він свідка тогочасника. З даних про населення, наведених Михайлом Тяглим із статистичного управління Сімферопольської міської ради, можна визначити 600 жертв, що відповідає заяві Міхаеля Циммермана про «близько 25 машин» по 25 осіб у кожній.
На відміну від програми знищення євреїв, яка контролювалася зверху і послідовно реалізовувалася, Михайло Тяглий бачить у переслідуванні ромів більшу свободу волі для місцевих чиновників СД. Це також було пов'язано з тим, що кримські роми зазнали сильного мовного та культурного впливу своїх сусідів-кримських татар, частково були мусульманами та все частіше мали посвідчення, які ідентифікували їх етнічно як кримських татар. Тому німецька окупаційна влада мала проблеми, роми з кримських татар, які жили в Криму близько 20 % населення і спочатку переважно симпатизували німецькій окупаційній владі. Кримські татари, зі свого боку, проявили солідарність принаймні щодо ромів-мусульман і врятували їх від визнання «циганами». У Сімферополі, наприклад, кажуть, що численні роми втекли від «Циганської акції» в грудні 1941 року, а кримськотатарський мусульманський комітет нібито запобіг подальшим розстрілам ромів, втрутившись у справу німецького командування.
Російськомовні газети в Криму були сповнені антисемітської пропаганди під час німецької окупації, але ніколи не повідомляли про «циганське питання». Населення також часто засуджувало євреїв, але не ромів. Непопулярність євреїв у Криму бере свій початок із відступів землі під єврейські сільськогосподарські поселення, здійснених ОЗЕТом КПЗУ (рос. ОЗЕТ, Общество землеустройства еврейских трудящихся — Товариство землеустрою трудящих євреїв) у 1924—1924 рр. за підтримки агр. -19 Джойнт, американська організація допомоги співвітчизникам-євреям.
Звіт про подію від 2. Січень 1942 року документує такі розстріли айнзацгрупою D у Криму з середини грудня до середини січня: 17 645 євреїв, 2 504 кримчаків, 824 цигани та 212 комуністів і партизанів. Звіт про подію 8 серпня Квітень повідомляє, що «Juden, Krimtschaken und Zigeuner» «ausser wenigen kleinen, gelegentlich im Norden der Krim auftauchenden Truppen nicht mehr vorhanden». Мартін Холлер, який підготував експертний висновок щодо геноциду ромів в окупованому Радянському Союзі для Центру документації та культури німецьких сінті та ромів, вважає, що близько 30 % ромів у Криму втекли від машини вбивств СД. Це ті 1109 «циган», які, згідно з радянськими документами, були депортовані в 1944 році за наказом Сталіна разом з кримськими татарами та іншими «народами-зрадниками», які браталися з Німеччиною.

## Меморіал жертвам розстрілу

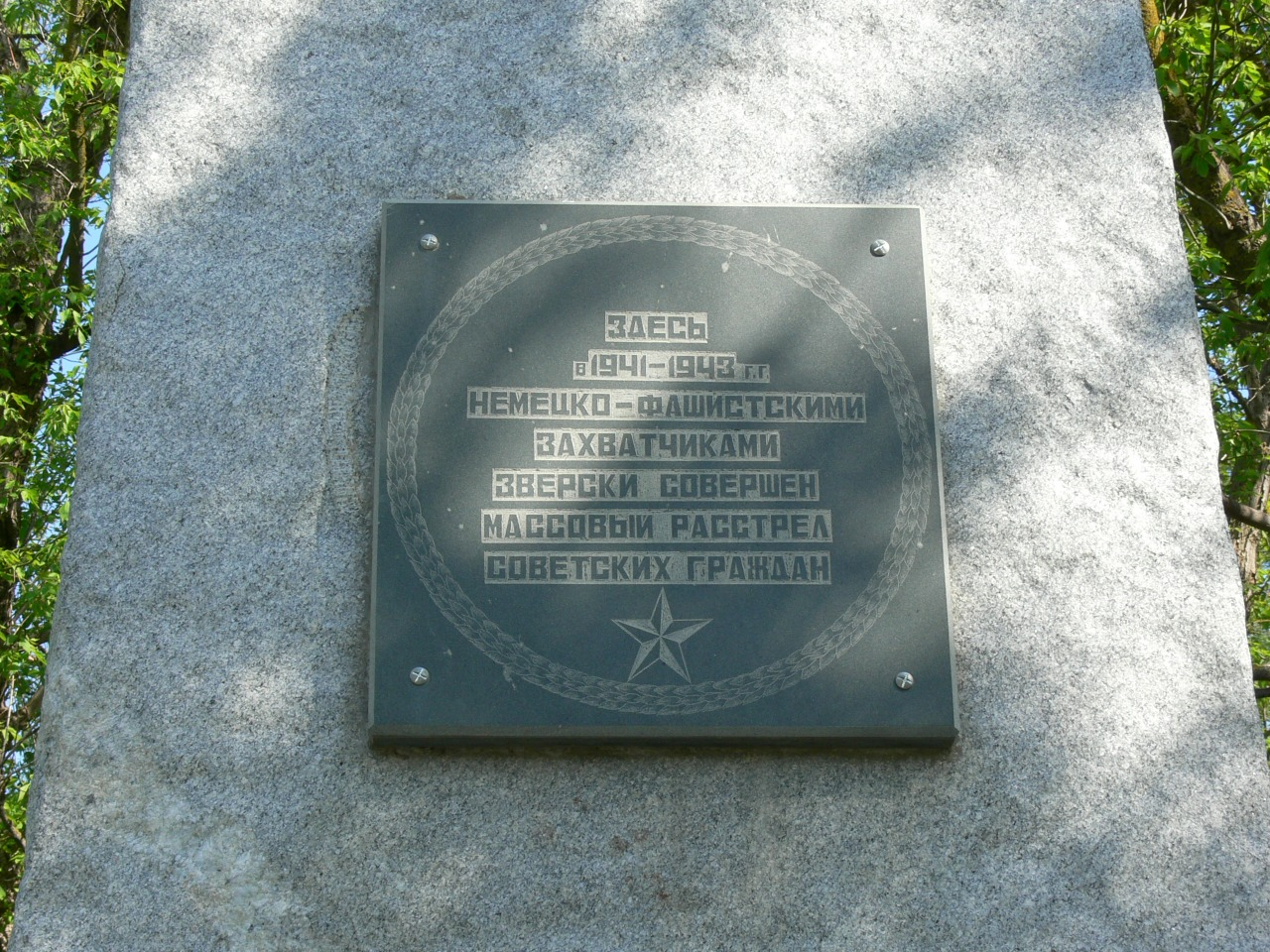
Радянський меморіальний камінь жертвам сімферопольської різанини (грудень 1941 р.)

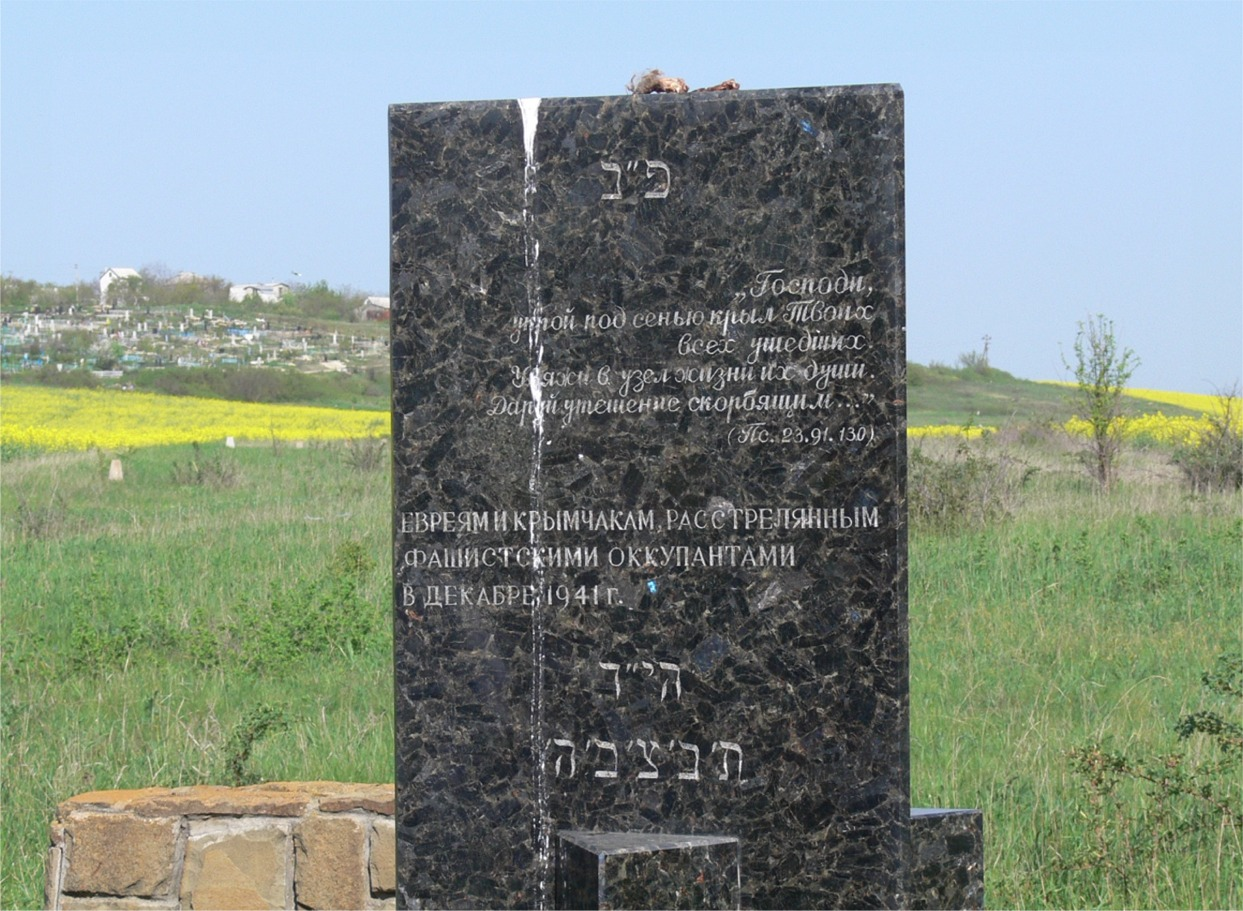
Пам'ятний камінь єврейським і кримським жертвам сімферопольської різанини (грудень 1941 р.)

Приблизно в десяти кілометрах від Сімферополя, ліворуч від Феодосійської дороги, з координатами N45 0.751 — E34 12.484, знаходиться територія, звідки СД за підтримки Вермахту евакуювала єврейське, кримське та ромське населення Сімферополя — чоловіків., жінки і діти період з 9 по 13 число Розстріляний у грудні 1941 року. Спочатку ви дійдете до меморіалу радянських часів. На могутній кам'яній брилі напис із таким текстом: рос. ЗДЕСЬ В 1941–1943 Г.Г. НЕМЕЦКО-ФАШИСТСКИМИ ЗАХВАТЧИКАМИ ЗВЕРСКИ СОВЕРШЕН МАССОВЫЙ РАССТРЕЛ СОВЕТСКИХ ГРАЖДАН. Українською мовою: "Тут у 1941—1943 роках німецько-фашистські загарбники жорстоко проводили масові розстріли радянських громадян. Цей напис увічнює всі групи загиблих із написом «радянський громадянин». Трохи північніше є розширення меморіалу, присвяченого двом основним групам жертв сімферопольської різанини, євреям і кримчакам. був урочисто відкритий у жовтні 2002 року. За кілька метрів позаду починається колишній протитанковий рів, який став братською могилою для багатьох тисяч невинних жертв. Його величезний простір позначений маленькими білими бетонними пірамідами серед трави та кущів.
Пам'ятна стела з чорного мармуру вписана у вигляді надгробної плити. Верхній рядок містить івр. פ״נ‎ абревіатуру, яка зазвичай використовується на єврейських надгробках פ״נ, що означає «відпочинок тут» (або в даному випадку «відпочинок тут»: פה נטמנים). У нижньому рядку показано звичайне ת.נ.צ.ב.ה. тобто Х. «Нехай їхні душі будуть зв'язані завітом життя» (תיהיו נשמתם צרורות בצרור החיים). Після פ״נ йде курсив російською мовою, вирівняний праворуч:
| лінія | Текст друкованими літерами   | Український переклад                         |
| ----- | ---------------------------- | -------------------------------------------- |
| 01    | Господи,                     | Боже мій,                                    |
| 02    | Укрой под сенью крыл твоих   | сховайся в тіні своїх крил                   |
| 03    | всех ушедших.                | вбити всіх.                                  |
| 04    | Увяжи в узел жизни их души.  | Зв'яжіть їхні душі узами життя.              |
| 05    | Даруй утешение скорбящим.... | Подаруйте втіху тим, хто втратив скорботу... |
| 06    | (Пс. 23.91.130)              | (Псалми 23:91,130)                           |

Відвідувачу пропонується прочитати три псалми: Псалом 23 — це псалом, який виражає беззастережну довіру молитви до єдиного Бога, який захищає та супроводжує людей на їхньому життєвому шляху з усіма його незначними. Псалом 91 — це псалом розради, який заохочує довіряти Богові. Псалом 130 — покаянний псалом, який належить до традиційних молитов за померлих.
Наступний текст у свою чергу російськомовний і говорить про те, хто тут покоїться: ЕВРЕЯМ И КРЫМЧАКАМ РАССТРЕЛЯННЫМ ФАШИСТСКИМИ ОККУПАНТАМИ В ДЕКАБРЕ 1941 Г. Німецькою мовою: «Євреї та кримчаки, розстріляні фашистськими окупантами в грудні 1941 р.» Після передостаннього рядка знову йде єврейська абревіатура:הי״ד d. Х. «Нехай Господь помститься за їхню кров» (השם ינקום דמם)